# Teucholabis (Teucholabis) biramosa
Teucholabis (Teucholabis) biramosa is een tweevleugelige uit de familie steltmuggen (Limoniidae). De soort komt voor in het Neotropisch gebied.